# Медовиков, Пётр Сергеевич
Пётр Серге́евич Медовико́в (22 июля [4] августа 1873, Санкт-Петербург — 1941, Ленинград) — коллежский советник, российский, советский педиатр, доктор медицины, профессор, заслуженный деятель науки РСФСР (1940), основоположник первой в СССР кафедры детского туберкулеза при Ленинградском педиатрическом медицинском институте, председатель Ленинградского отделения научного общества детских врачей, один из основоположников советской педиатрической школы.

## Биография

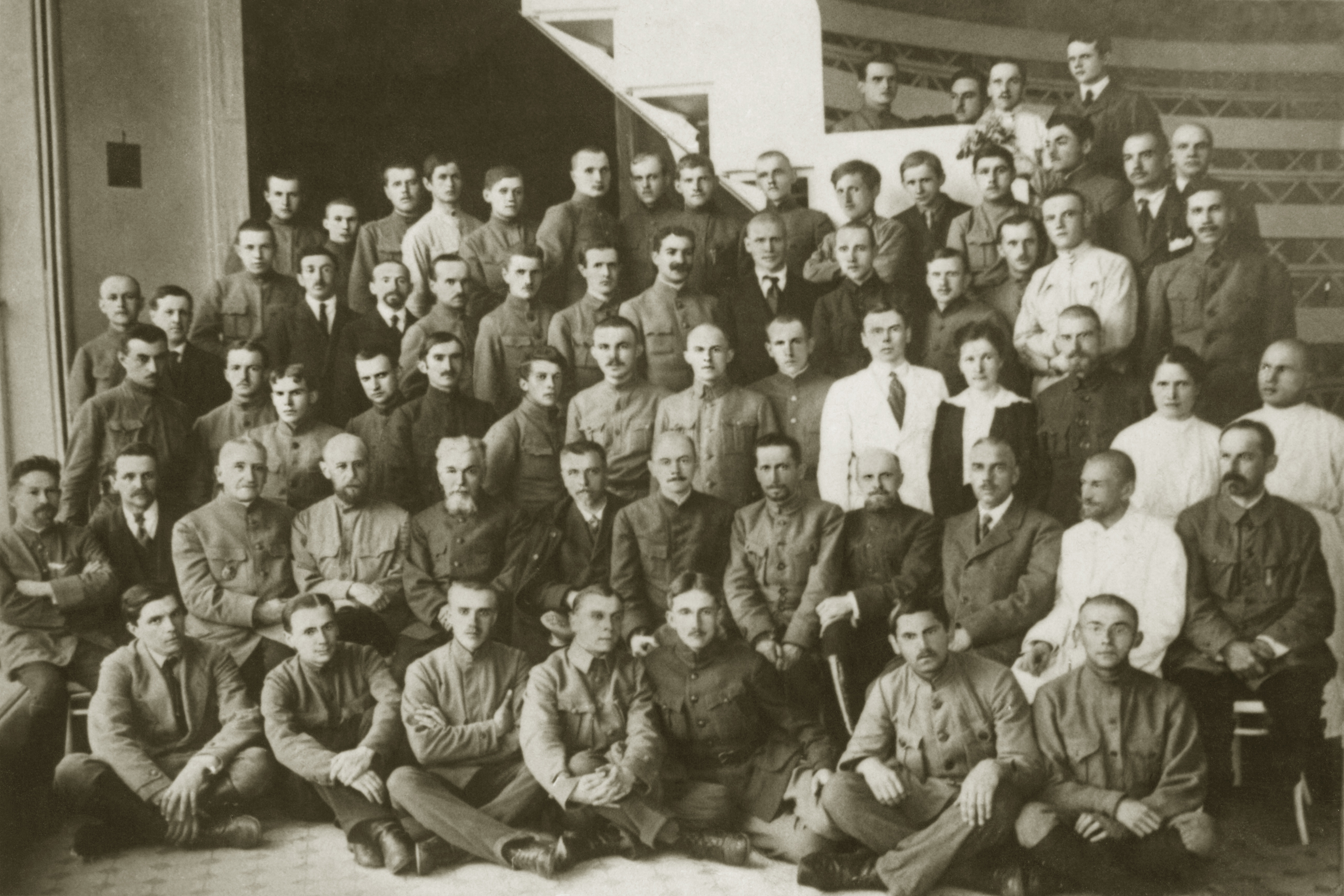
Слушатели и преподаватели ВМА. Во втором ряду, 2-й справа - П. С. Медовиков, левее - М. Ф. Руднев, далее - проф. А. Н. Шкарин. В третьем ряду, позади Шкарина - М. С. Маслов. Архив С. А. Шкарина, 1919 г.

Подробных сведений о юных годах П. С. Медовикова обнаружить не удалось. Известно, что он родился в Петербурге, в семье почётного гражданина Сергея Васильевича Медовикова. После окончания гимназии, в 1892 году поступил в Императорскую Военно-медицинскую академию, которую в звании лекаря окончил в 1897 году Учась в Академии, увлекся педиатрией, которой занимался под руководством профессора кафедры детских болезней Николая Петровича Гундобина.
В 1902 году П. С. Медовиков защитил диссертацию на степень доктора медицины: «К вопросу о бактериальной флоре кишечника у здоровых грудных детей» и в 1905 году был приглашён врачом во вновь построенную Петербургскую Городскую детскую больницу «В память священного коронования Их Императорских Величеств», (будущий Ленинградский Педиатрический медицинский институт). Здесь он работал под руководством выдающегося педиатра — профессора Дмитрия Александровича Соколова.
В 1907 году П. С. Медовиков занял должность ассистента кафедры детских болезней Клинического института Великой княгини Елены Павловны для научно-практического совершенствования врачей, а в 1913 году получил приват-доцентуру при кафедре детских болезней Военно-медицинской академии. Здесь вместе с начальником кафедры, профессором Александром Николаевичем Шкариным Пётр Сергеевич открыл первую в России консультацию для грудных детей.
После Октябрьской революции П. С. Медовиков продолжал работать сразу на двух кафедрах детских болезней: в ВМА и Институте для совершенствования врачей. В 1919 году после отставки профессора Ивана Виссарионовича Троицкого, он был избран профессором и заведующим кафедрой детских болезней Харьковского университета, но в должность так и не вступил. Шла Гражданская война, и в июне город был занят белыми.
В 1920 году после неожиданной смерти доцента Н. Р. Блуменау П. С. Медовиков в звании профессора возглавил кафедру детских болезней Петроградского Института для усовершенствования врачей, где вскоре организовал доцентуру по отдельным разделам клинической педиатрии, детской невропатологии и туберкулезу, открыл консультативный центр. Вопросы детского туберкулеза оказались едва ли не главным научным и клиническим интересом Петра Сергеевича. Ещё в 1916 году он издал свой первый труд, посвященный этой проблеме. Ровно через десять лет детскому туберкулезу он посвятил свою главную монографию.

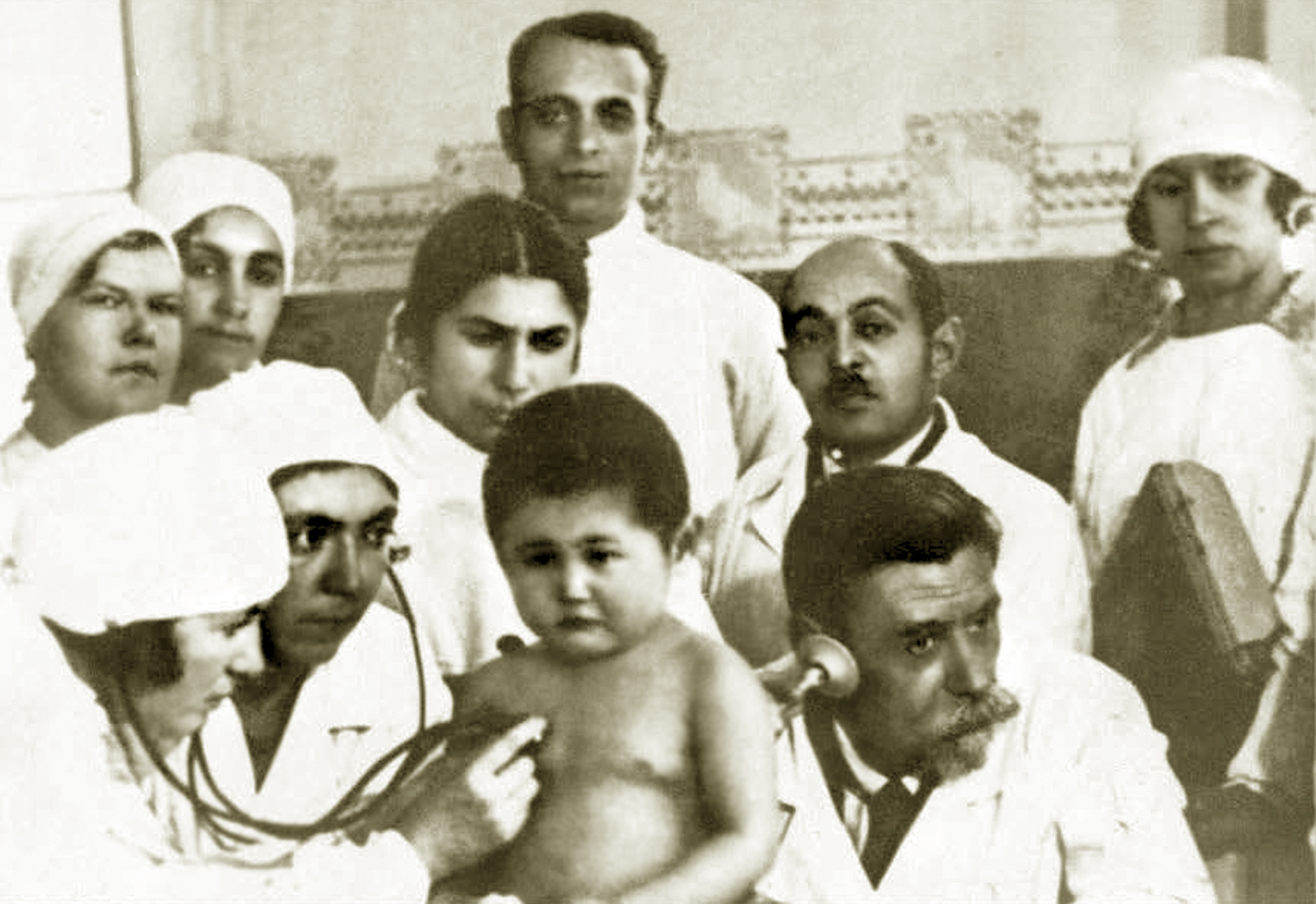
Обход в детской клиники Ленинградского института для усовершенствования врачей

Работа кафедры осуществлялась в тесном содружестве с больницей им. К. А. Раухфуса, где профессор П. С. Медовиков на протяжении ряда лет руководил терапевтическим отделением.
П. С. Медовиков возглавлял кафедру детских болезней ГИДУВ’а вплоть до 1933 года, когда неожиданно почти на 20 лет она была закрыта. К этому времени в 1931 году при Первом Ленинградском медицинском институте впервые в мире был организован педиатрической факультет. Задача факультета заключалась в организации первичного педиатрического образования начиная уже со студенческой скамьи. 

Профессор П. С. Медовиков (2-й справа, вверху) на странице выпускного альбома 1-го ЛМИ. Выпуск 1933 - 1937 г.

С этой целью в том же году в институте была организована 2-я кафедра педиатрии. Её возглавил профессор П. С. Медовиков. Факультет просуществовал недолго. Его закрытие было связано с передачей функции по первичному педиатрическому образованию вновь созданному в 1935 году на базе НИИ Охраны материнства и младенчества им. Клары Цеткин Ленинградскому педиатрическому медицинскому институту.
В этом институте с 1930 года П. С. Медовиков возглавлял первую в СССР кафедру детского туберкулёза. С преобразованием НИИ в Ленинградский педиатрический медицинский институт, кафедра приобрела статус учебной. Её костяк составили выходцы из двух прежних кафедр Петра Сергеевича: в ГИДУВ'е и Первом медицинском институте
.
Период становления новой кафедры занял несколько лет и был завершен к концу 30-х годов. К этому времени уровень преподавания фтизиатрии и научный потенциал кафедры серьёзно возросли. За короткий отрезок времени Пётр Сергеевич сумел воспитать целую плеяду детских фтизиатров. В 1941 году, на 68-м году он ушёл из жизни. Пока не удалось установить, умер ли он до начала блокады Ленинграда или оказался одной из первых её жертв. Похоронен на Богословском кладбище.

## Вклад в педиатрическую науку и практику
- В 1913 г. вместе с профессором А. Н. Шкариным при клинике детских болезней ВМА П. С. Медовиков открыл первую в России консультацию для грудных детей (прообраз неонатологической службы);
- Огромное внимание М. С. Медовиков уделял проблемам детской смертности. Наряду с ведущими профессорами (Н. П. Гундобин, А. Н. Шкарин, К. А. Раухфус, А. А. Руссов, А. Д. Зотов, Д. О. Отт и др.) он участвовал в разработке программы её снижения, входил в состав правления «Союза для борьбы с детской смертностью в России»[6];
- В научно-практическом плане проф. П. С. Медовиков особое внимание уделял изучению детского ревматизма и неспецифических заболеваний органов дыхания, аномалий конституций и проблем вегетативной нервной системы в педиатрии, детского туберкулёза и климато-бальнеологических воздействий на детский организм;
- На основании тщательных клинических наблюдений профессор П. С. Медовиков впервые обнаружил факт перестройки фенотипа ребёнка под влиянием благоприятных климатических факторов в Евпатории;
- П. С. Медовиков является автором первого в России и СССР фундаментального труда по детскому туберкулезу, выдержавшего несколько изданий, и основателем первой кафедры детской фтизиатрии (1930) при Ленинградском педиатрическом медицинском институте;
- П. С. Медовиков вместе с С. И. Федышковым стал автором классификация расстройств питания и пищеварения у детей, утверждённой в 1923 г. в Москве на II Всесоюзном съезде педиатров;
- Состоял постоянным членом «Общества детских врачей», «Общества русских врачей», «Всероссийского попечительства об охране материнства и младенчества»[7] вплоть до его закрытия;
- В периоды 1923—1924, 1927—1928, 1931—1932 гг выполнял обязанность председателя правления Ленинградского отделения Всесоюзного общества детских врачей;
- Профессор П. С. Медовиков — участник первых Всесоюзных съездов педиатров, а в 1927 г. был председателем IV такого съезда;
- На протяжении ряда лет П. С. Медовиков возглавлял комиссию при Леноблздравотделе по борьбе с детским туберкулезом;
- П. С. Медовиков был постоянным сотрудником журналов «Педиатрия», «Вопросы туберкулеза», «Дерматология» и сборников «Клиника детских болезней». С сентября 1916 г. он был редактором журнала «Охрана материнства и младенчества», а в советское время — соредактором Большой медицинской энциклопедии.

## Некоторые научные труды
Профессор Пётр Сергеевич Медовиков является автором более 150 научных работ, из них 10 монографий. Ниже перечислены только некоторые из них:
- Медовиков П. С. К вопросу о бактериальной флоре кишечника у здоровых грудных детей. Дис. на степ. д-ра мед. П.С. Медовикова /Из Лаб. Бобруйск. местн. лазарета.. — СПб.: тип. "Т-ва худож. печати", 1902. — 96 с. — (Серия докторских диссертаций, допущенных к защите в Императорской Военно-медицинской академии в 1901-1902 учебном году ; № 66).
- Медовиков П. С. Механизм воздействия климато-бальнеологических факторов и их эффективности у детей. — 1938. — 7-9 с. — (Педиатрия. № 1).
- Медовиков П. С. Заболевания дыхательных путей у детей. Обзор преимущественно сов. литературы за последние 20 лет. — 1936. — Т. 10. — 32-48 с. — (Вопросы педиатрии.  № 1).
- Медовиков П. С. Вегетативная нервная система у детей и её значение в современной педиатрии. Доклад на 1-й науч. сессии 1 ЛМИ, посвященной памяти акад. И.П. Павлова.. — 1938. — 1-7 с. — (Советская медицина.  № 6).
- Медовиков П. С. Охрана материнства и детства в СССР. — М., Л., 1930. — 289-312 с. — (В кн.: Проф. Вальтера Бирка. Детские болезни.).
- Медовиков П. С. Биологические основы профилактики у детей и техника её проведения / Под ред. проф. С. А. Бруштейна, М. П. Кончаловского и С. П. Федорова. — М., Л., 1929. — 302 с. — (Кн. 52).
- Медовиков П. С. Патология детей старшего возраста. Избранные главы. — Л.: Биомедгиз, 1936. — 352 с.
- Медовиков П. С. Современная постановка педиатрии за границей. — СПб.: 1-й Спб. труд. артели, 1910. — 45 с.
- Медовиков П. С. Туберкулез в детском возрасте. Руководство для студентов и врачей /Заслуж. деятель науки проф. П. С. Медовиков. - 3-е изд., испр. и доп.. — Л.: Медгиз, 1940. — 284 с.
- Медовиков П. С. Туберкулез в детском возрасте. Руководство для практ. врачей и студентов /П.С. Медовиков, прив.-доц. ВМА. — Петроград: Практ. медицина, 1916. — 256 с.
- Медовиков П. С. Рахит и его лечение / Под ред. проф. С. А. Бруштейна, М. П. Кончаловского и С. П. Федорова. — М., Л.: Гос. изд-во, 1927. — 222 с.
- Медовиков П. С. Как бороться с туберкулезом у детей /П. С. Медовиков (зав. педиатр. клиникой 1-го ленингр. мед. ин-та им. акад. Павлова). — Л., 1939. — 20 с. — (Ленингр. обл. н.-и. охраны здоровья детей и подростков).
- Медовиков П. С. Физиология, патология и терапия пищеварения и питания у детей грудного возраста. — Петроград: Гос. изд-во, 1921. — 240 с.
- Медовиков П. С. Туберкулез в детском возрасте. — Л.: Практ. медицина (основ. В.С.Эттингер), 1926. — 250 с.
- Медовиков П. С. Причины детской смертности /Сост. прив.-доц. Имп. Воен.-мед. акад. П.С. Медовиковым по поручению Врачеб.-техн. комис. попечительства. — Петроград: Гос. тип., 1916. — 41 с. — (Составило под августейшим покровительством её императорского величества государыни императрицы Александры Феодоровны Всероссийское попечительство об охране материнства и младенчества ; № 1).
- Медовиков П. С. В чем должна состоять борьба с детской смертностью /Сост. прив.-доц. Имп. Воен.-мед. акад. П.С. Медовиковым по поручению Врачеб.-техн. комис. попечительства. — Петроград: Гос. тип., 1916. — 43 с. — (Составило под августейшим покровительством её императорского величества государыни императрицы Александры Феодоровны Всероссийское попечительство об охране материнства и младенчества ; № 2).
- Гурвич Б. Д. Профилактика и терапия детских болезней. Vademecum для практ. врача с рецептур. формулами и табл. (Сост. по новейшим лит. источникам) / Под ред. проф. Лен. клин. ин-та для усоверш. врачей П.С.Медовикова.. — Л.: Практ. медицина, 1926. — 258 с.
- Медовиков П. С. Об изменении конституции у детей за последние годы // Журн. для усовершенствования врачей. - №7/8. — 1925. — 401-404 с.
- Медовиков П. С. Вакцинация новорождённых и грудных детей по способу Кальметта в Ленинграде // Проблемы туберкулёза. - № 6.. — 1937. — 81-84 с.
- Медовиков П. С. Ревматические заболевания у детей. // Вопросы педиатрии и охраны материнства и младенчества. - № 2/3. — 1930.
- Медовиков П. С. Отчет о Всероссийском совещании по призрению детей (Петроград, 10-14 августа 1917 г. / Охрана материнства и младенчества. - № 5/6. — 1916. — Т. 1. — 425-449 с. — (Секция охраны материнства и младенчества).
- Медовиков П. С. Пневмонии у детей. — 1932. — 326 с. — (В кн.: Курс инфекционных заболеваний / под редакцией С.И.Золотарева).
- Медовиков П. С. Классификация расстройств пищеварения и питания в грудном возрасте / Труды II Всесоюзного съезда дет. врачей. — 1923. — Т. 2. — (Журнал по изучению раннего детского возраста - № 1/2).
- Нобекур П. А. А. Учебник детских болезней. [Пособие для высшей медицинской школы] Пер. с 5-го французского изд. / Под ред. проф. П. С. Медовикова. — М., Л.: Госиздат, 1928. — 856 с.
- Феер Э. Диагностика детских болезней с обращением особенного внимания на грудной возраст / Пер. с 3-го нем. изд. 1924 г. д-ра Б.Д.Гурвича и д-ра Б.И.Казакова / Под ред. и с предисловием проф. Гос. Клинического института для усовершенствования врачей П.С.Медовикова. — Л.: Практ. медицина (Основ. В.С.Эттингер), 1926. — 340 с.

## Награды
- Был премирован квартирой в «Доме специалистов» по адресу Лесной пр., д. 61;
- Заслуженный деятель науки РСФСР (1940)

## Семья
Жена: Анна Павловна Медовикова

## Адреса в Петербурге
- Екатерининский канал, д. 85;
- С 1907 г. Муринский пр., д. 26-28;
- С 1915 г. Муринский пр., д. 30-32;
- С 1917 г. Виленский пер., д. 3;
- С 1925 г. ул. Каляева, д. 41;
- С 1934 г. ул. Жуковского, д. 4;
- С 1937 г. Лесной пр., д 61.